# Будка-Шибенка
Будка-Шибенка (бел. Будка-Шыбенка) — деревня в Солтановском сельсовете Речицкого района Гомельской области Белоруссии.

## География
В 25 км на северо-запад от Речицы и железнодорожной станции в этом городе, в 75 км от Гомеля.
Река Шибенка (приток реки Днеприк).

## История
Согласно письменным источникам деревня известна с XIX веке в составе Горвальской волости Речицкого уезда Минской губернии в составе имения Горваль и находилась во владениях генерал-майора Г. С. Менгдена. Жители деревни занимались бондарным промыслом.
В 1931 году организован колхоз. Во время Великой Отечественной войны в деревне дислоцировались партизаны, здесь находился штаб Речицкой партизанской бригады имени К. Я. Ворошилова. В июне 1943 года немецкие каратели сожгли 70 дворов в деревне. На фронтах этой войны погибли 34 жителя. В 1959 году деревня находилась в составе подсобного хозяйства сельскохозяйственного техникума с центром в деревне Волчья Гора.
До 31 июля 2007 года в составе Демеховского сельсовета.

## Население
- 1897 год — 17 дворов, 92 жителя.
- 1908 год — 25 дворов, 141 житель.
- 1930 год — 40 дворов, 220 жителей.
- 1940 год — 71 дворов, 350 жителей.
- 1959 год — 287 жителей (согласно переписи).
- 2004 год — 22 двора, 28 жителей.

## Транспортная система
Рядом проходит автодорога Светлогорск — Речица.
В деревне 22 жилых дома (2004 год). Планировка складывается из почти прямолинейной, с ориентацией с юго-востока на северо-запад, улицы. Застройка двухсторонняя — деревянными дома усадебного типа.